# Соглашение о русскоязычных школах в Таджикистане
17 апреля 2019 года в Москве подписано Соглашение между Правительством Российской Федерации и Правительством Республики Таджикистан о строительстве и материально-техническом оснащении общеобразовательных школ в городах Душанбе, Куляб, Худжанд, Бохтар и Турсунзаде, осуществляющих обучение на русском языке.
В Конституции Таджикистана русский язык является языком межнационального общения. Это конституционное положение реализуется в повсеместном изучении русского языка, начиная со второго класса. Но во многих школах русский язык является иностранным.
Данным соглашением предусматривается строительство средних общеобразовательных школ в пяти городах Таджикистана, их материально-техническое обеспечение за счёт федерального бюджета Российской Федерации.
Таджикистан обязуется финансировать строительство инженерных коммуникаций, подведения их к границам земельных участков, выделяемых под строительство школ.

## Ратификация договора
Соглашение, согласно норме закона «О международных договорах Российской Федерации», подлежит обязательной Ратификации между Федеральным собранием России и Маджлиси Оли Таджикистана, поскольку содержит правила иные, чем предусмотренные законодательством Российской Федерации. Освобождаются товары от таможенных пошлин, взимаемых таможенными органами, а также товары освобождаются от налогов и сборов за таможенные операции. При этом все таможенные операции должны совершаться в отношении таких товаров в первоочередном порядке.
Соглашение ратифицировано Государственной думой 11 февраля 2020 года, одобрено Советом Федерации 12 февраля 2020 года и подписано Президентом России 18 февраля 2020 года.
Согласно пункту «г» статьи 106 Конституции Российской Федерации, все ратификации (денонсации) договоров и соглашений, заключаемые (расторгаемые) Российской Федерацией с иностранными государствами, международными организациями и структурами подлежат обязательному рассмотрению Советом Федерации.
Маджлиси Оли одобрил Соглашение 15 января 2020 года.

## Финансирование соглашения
В 2021 году правительство России выделило $150 млн на строительство русскоязычных школ в Таджикистане. Планировалось, что в них будут преподавать российские учителя, а учебную программу адаптируют специально для Таджикистана. Каждая школа рассчитана на 1,2 тыс. детей.
В 2022 году Министерство финансов выделило 5,74 млрд рублей из бюджетных ассигнований на строительство и оснащение русских школ в Таджикистане. Средства планируется внести в качестве пожертвования в Евразийский фонд стабилизации и развития.
Исполнителями Соглашения являются Министерство образования и науки Российской Федерации и Министерство образования и науки Республики Таджикистан.

## Образовательная деятельность
Школы были сданы в эксплуатацию и приступили к работе с 1 сентября 2022 года. На должности учителей могут претендовать граждане с таджикским либо российским гражданством, необходимо знание таджикского и русского языков, а также знание культуры Таджикистана и России.
Министерство образования и науки Таджикистана после ратификации соглашения в парламенте в беседе с Радио Озоди сообщило, что Минобрнауки намерено обеспечить строящиеся русскоязычные школы местными учителями. Однако ещё в 2017 и 2018 годах до подписания Соглашения в Таджикистан отправились 78 учителей из разных регионов России. Их распределили в 20 школ разных городов республики. В Таджикистане в среднем они зарабатывали 74 тысячи рублей, из которых 14 тысяч оплачивала таджикская сторона, 60 тысяч — Министерство образования и науки Российской Федерации.
Председатель Комитета Совета Федерации по науке, образованию и культуре Лилия Гумерова после подписания Соглашения сообщила, что большинство педагогов пожелали продолжить преподавательскую деятельность в Таджикистане.
Обучение в школах ведётся по российским образовательным стандартам. В перечень предметов включены также таджикский язык, история таджикского народа и география страны, как обязательный образовательный компонент республики Таджикистан.
Выпускники 9-го класса сдают основной государственный экзамен (ОГЭ), 11-го класса — единый государственный экзамен (ЕГЭ). Успешно сдавшие государственные экзамены получают документы российского образца.

## Присвоение имён школам
Школам присвоены имена выдающихся личностей в истории России разных эпох. Школа в Душанбе названа в честь первого космонавта Юрия Гагарина, школе в Бохтаре присвоено имя учёного Михаила Ломоносова, в Худжанде школа названа именем Антона Чехова, в Кулябе получила имя педагога Константина Ушинского, школа в Турсунзаде названа именем химика Дмитрия Менделеева.

## Русский язык в Таджикистане
На церемонии открытия школ присутствовал Президент Таджикистана Эмомали Рахмон. Он напомнил, что в Конституции Таджикистана за русским языком закреплен статус языка межнационального общения. В стране насчитывается 39 школ с русским языком обучения, в которых учатся около 27 тысяч детей. Функционируют также более 160 смешанных таджикско-русских школ, в которых учатся 70 тысяч детей. Преподавание русского языка является обязательным элементом учебных программ и, начиная со второго класса, его изучают во всех общеобразовательных школах Таджикистана, это около 4000 учебных заведений. Эмомали Рахмон объявил 2023 год годом русского языка в Таджикистане.
Ежегодно сотни тысяч граждан Таджикистана отправляются на заработки в Россию. Таджикская сторона оценивает их количество в более чем 400 тыс. человек, а российские власти насчитывают около 1 млн таджикских трудовых мигрантов в РФ.